# Adèle de Rothschild

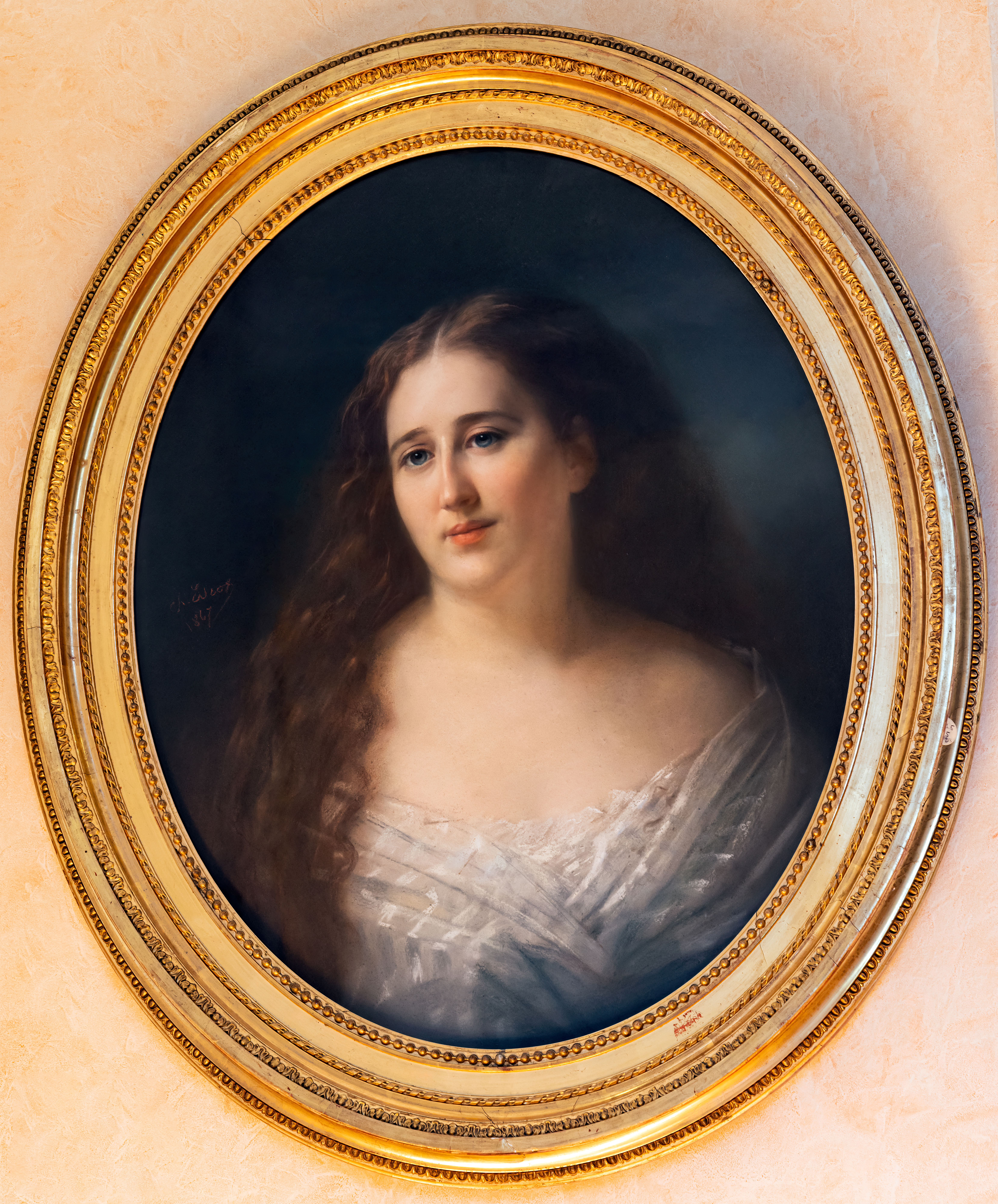
Charles Escot, Portrait d'Adèle de Rothschild, baronne Salomon de Rothschild (1867), musée des Beaux-Arts de Gaillac.

Adèle de Rothschild née Adèle Hannah Charlotte de Rothschild le 11 janvier 1843 à Francfort-sur-le-Main et morte le 10 mars 1922 à Paris est une mécène et une personnalité mondaine française d'origine allemande.

## Biographie
La baronne Adèle Hannah Charlotte de Rothschild, dite Adèle de Rothschild, est née le 11 janvier 1843 à Francfort-sur-le-Main. Elle est la fille de Mayer Carl von Rothschild, banquier installé à Francfort, et de Louise von Rothschild, fille du fondateur de la branche anglaise des Rothschild, Nathan Mayer Rothschild. 
Adèle de Rothschild est élevée à Francfort en Allemagne, avec ses six sœurs : Emma Louisa von Rothschild (1844-1935), Clémentine Henriette von Rothschild (1845-1865), Laura Thérèse (1847-1931), Hannah Louisa von Rothschild (1850-1892), Margaretha Alexandrine von Rothschild (1855-1905) et Bertha Clara von Rothschild (1862-1903). 
Adèle de Rothschild rencontre son cousin Salomon de Rothschild, fils du fondateur de la branche française de la banque Rothschild, James Mayer de Rothschild, à l’occasion du séjour de ce dernier en Allemagne entre 1857 et 1859. Adèle et Salomon de Rothschild se marient en 1862 à Francfort. Ils s’installent ensuite à Paris dans un hôtel particulier situé au premier étage d’un immeuble 25, rue du Faubourg-Saint-Honoré. Leur fille unique Hélène de Rothschild, future Hélène de Zuylen de Nyevelt de Haar, voit le jour le 21 août 1863. Après la mort de son mari le 14 mai 1864, Adèle de Rothschild se retire de la vie mondaine et ne se remariera jamais. 
En 1874, Adèle de Rothschild commande la construction d’un hôtel particulier — l’hôtel Salomon de Rothschild —, édifié 11, rue Berryer dans le 8e arrondissement, au sein duquel elle présente les collections d’œuvres d’art acquises par son mari, en hommage à ce dernier. Elle diffuse également cette collection par des reproductions gravées ou des prêts d’œuvres.
Si elle semble avoir été discrète dans la vie publique, Adèle de Rothschild est une femme cosmopolite, intéressée tant par l’Orient que par l’Occident. Elle est abonnée à des magazines anglais et entretient des liens étroits avec les États-Unis. Des importations de cigares et de cognac et ses dépenses culinaires importantes laissent supposer qu’elle mène une vie mondaine active. Elle est aussi très intéressée par l’art, la musique et le théâtre.
Elle fréquente d’ailleurs des personnalités des salons parisiens comme Charles Haas (qui a inspiré le personnage de Charles Swann dans A la Recherche du Temps perdu de Marcel Proust) ou Geneviève Straus (qui a inspiré le personnage de la duchesse de Guermantes).
Son testament révèle de nombreux détails sur sa vie et notamment sur la nature des liens qu’elle entretient avec les artistes. Il s’agit davantage de liens amicaux comme le montre le legs d’une importante somme d’argent à son portraitiste Charles Escot et au peintre Léopold Moulignon, directeur artistique de l’hôtel. Dans son testament, elle cite également des écrivains comme Miguel Zamacoïs, écrivain à L'Écho de Paris et au Gaulois, l’archéologue Salomon Reinach, mais aussi des actrices, comme Marguerite Lhomoret de la Comédie-Française. Elle joue par ailleurs un rôle clé dans la carrière du peintre et affichiste de l’Art nouveau, Alfons Mucha. Elle soutient son travail, finance son voyage aux États-Unis et le présente à la haute société new-yorkaise,.
Adèle de Rothschild est une mécène et donatrice pour les musées. Elle participe au développement du musée des Arts décoratifs de Paris, auquel elle est très attachée. Elle fait partie des grands prêteurs pour l’exposition rétrospective de l’Union centrale des arts décoratifs de 1865 et 1869. Elle est également membre du « comité de propagande » de ce musée regroupant des membres du gouvernement, de la noblesse et de la finance comme André Mallet, Hottinguer ou Henry Pereire. En 1887, elle offre à la Ville de Francfort-sur-le-Main, le tableau Goethe dans la campagne romaine de Johann Heinrich Wilhelm Tischbein, provenant de la collection de son père Mayer Carl von Rothschild. Le tableau est aujourd’hui conservé au musée Städel.
Le 10 mars 1922, Adèle de Rothschild meurt à Paris dans son hôtel particulier, laissant derrière elle l’hôtel Salomon de Rothschild et ses collections.
Sa fille, Hélène de Rothschild, hérite d’un dixième de sa fortune. Adèle de Rothschild lui lègue un hôtel particulier situé 10, avenue de Friedland à Paris, ainsi qu’un patrimoine estimé en 1922 à 533 000 francs, comprenant une centaine de bijoux, des fourrures, dentelles et vêtements, ainsi qu’une partie de ses objets mobiliers, de l’argenterie et des bouteilles conservées dans la cave.

## Postérité
Adèle de Rothschild rédige son premier testament le 5 mai 1897 et le corrige plusieurs fois jusqu’en mars 1908. Il désigne trois bénéficiaires principaux : l'État français, des musées nationaux et des institutions philanthropiques. 

### Legs à l'État français
Adèle de Rothschild lègue à l’État français, pour le ministère de l’Instruction publique et des Beaux-Arts, l’hôtel Salomon de Rothschild et l’ensemble des meubles et œuvres d’art qui s’y trouvaient et n’avaient pas fait l’objet de legs spécifiques à des institutions ou des particuliers. Elle souhaite que ce patrimoine soit affecté à une nouvelle fondation philanthropique qui soutiendrait les artistes : la Fondation Salomon de Rothschild. Dans son testament, Adèle de Rothschild précise les objectifs et les conditions de fonctionnement de cette institution : 
- elle souhaite que l’hôtel Salomon de Rothschild devienne une « maison d'art », un établissement au service des artistes et de leur cause ;
- elle désire que cette maison d'art prenne le nom de Fondation Salomon de Rothschild, en hommage à son défunt mari ;
- elle aspire à faire de cette fondation un lieu d’exposition, de concerts, de ventes de charité et de réceptions au profit des artistes. Ces événements permettraient d’obtenir des fonds pour financer les peintres, sculpteurs et autres artistes sur les scènes nationale et internationale ;
- elle demande à l’État de conserver à l’identique le cabinet de curiosité et la rotonde Balzac ;
- elle laisse la possibilité à l’État d’organiser des ventes de ses collections, pour financer la fondation[9].

« Je lègue à l’État français pour le ministère de l’Instruction publique et des Beaux-Arts pour être affectés à l’Administration des Beaux-Arts, mon hôtel de la rue Berryer 9 et 11 avec son parc et ses dépendances […]. Ce legs est fait à l’État à charge de créer dans cet immeuble par les soins de l’Administration des Beaux-Arts une maison d’art qui s’appellera « Fondation Salomon de Rothschild » »

— Extrait du testament de la baronne de Rothschild, 1908.
Ainsi, la Fondation Salomon de Rothschild voit le jour le 18 décembre 1922, sous le patronage de plusieurs personnalités : Paul Léon, directeur des Beaux-Arts de Paris, le banquier d’affaire et collectionneur Moïse de Camondo, le couturier et amateur d’art Jacques Doucet, le directeur de la Gazette des Beaux-Arts, Georges Wildenstein, les industriels Maurice Fenaille et Edme Sommier, le banquier d’affaire David Weill, le mathématicien Paul Appell et le premier conservateur de la Fondation Rothschild, André Joubin.

### Legs aux musées

#### Au musée des Arts décoratifs
Adèle de Rothschild lègue musée des Arts décoratifs de Paris un meuble en tapisserie provenant du salon blanc de sa demeure et ayant supposément appartenu à Madame du Barry ainsi qu’une grande tapisserie, héritée de son père.

#### Au musée du Louvre
Le musée du Louvre à Paris hérite de sa collection d’objets d’art qui se trouve dans les quatre vitrines du hall de l’hôtel Salomon de Rothschild, ainsi que les armes accrochées au mur de la pièce. En 1907, elle ajoute sa collection de tabatières et la table renfermant les objets.

#### Au musée de Cluny
Adèle de Rothschild lègue au musée de Cluny la collection d’orfèvrerie allemande, provenant de son père Mayer-Carl von Rothschild. Cette collection est aujourd’hui conservée à Écouen au musée national de la Renaissance. Parmi les œuvres les plus importantes, se trouve la statuette de Daphné par Wenzel Jamnitzer.

#### À la Bibliothèque nationale de France
La baronne de Rothschild lègue à la Bibliothèque nationale de France tous les livres, recueils, manuscrits et autres composants de sa bibliothèque.

### Legs aux institutions philanthropiques
Elle lègue la somme de 200 000 francs à sept institutions philanthropiques : 
- la Société générale de protection pour l'enfance abandonnée ou coupable ;
- la Société philanthropique ;
- la Société de secours aux familles des marins français naufragés ;
- l'Œuvre de l'hospitalité de nuit ;
- La Société d'assistance pour les aveugles ;
- l'Institut Pasteur ;
- les Œuvres des victimes du devoir[16].